# Avro Canada
Kanadská společnost Avro Canada (1945–1962) se zabývala především vývojem a výrobou proudových letounů pro vojenské účely a v menší míře i některými civilními projekty.

## Charakteristika

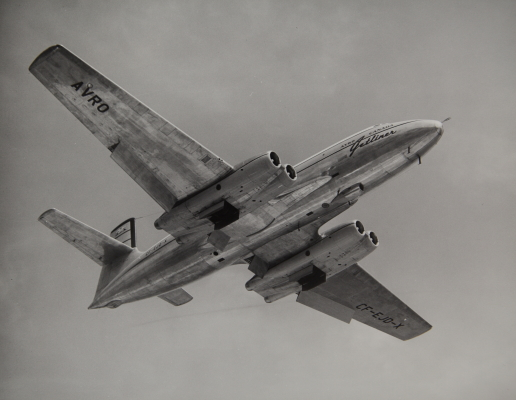
Avro Canada C102 Jetliner

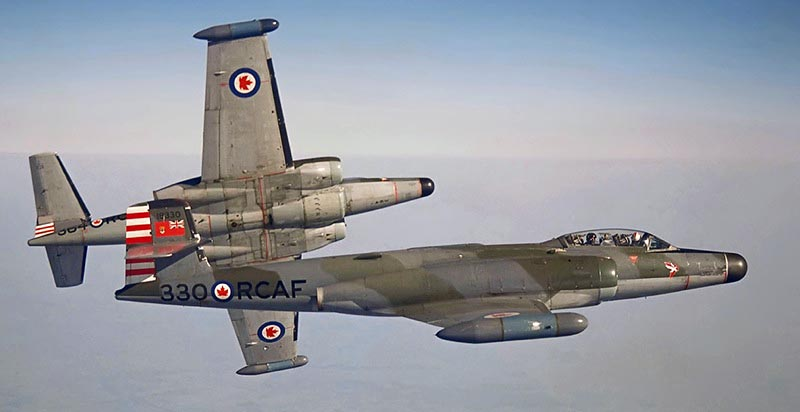
Avro Canada CF-100 Canuck 423. perutě RCAF

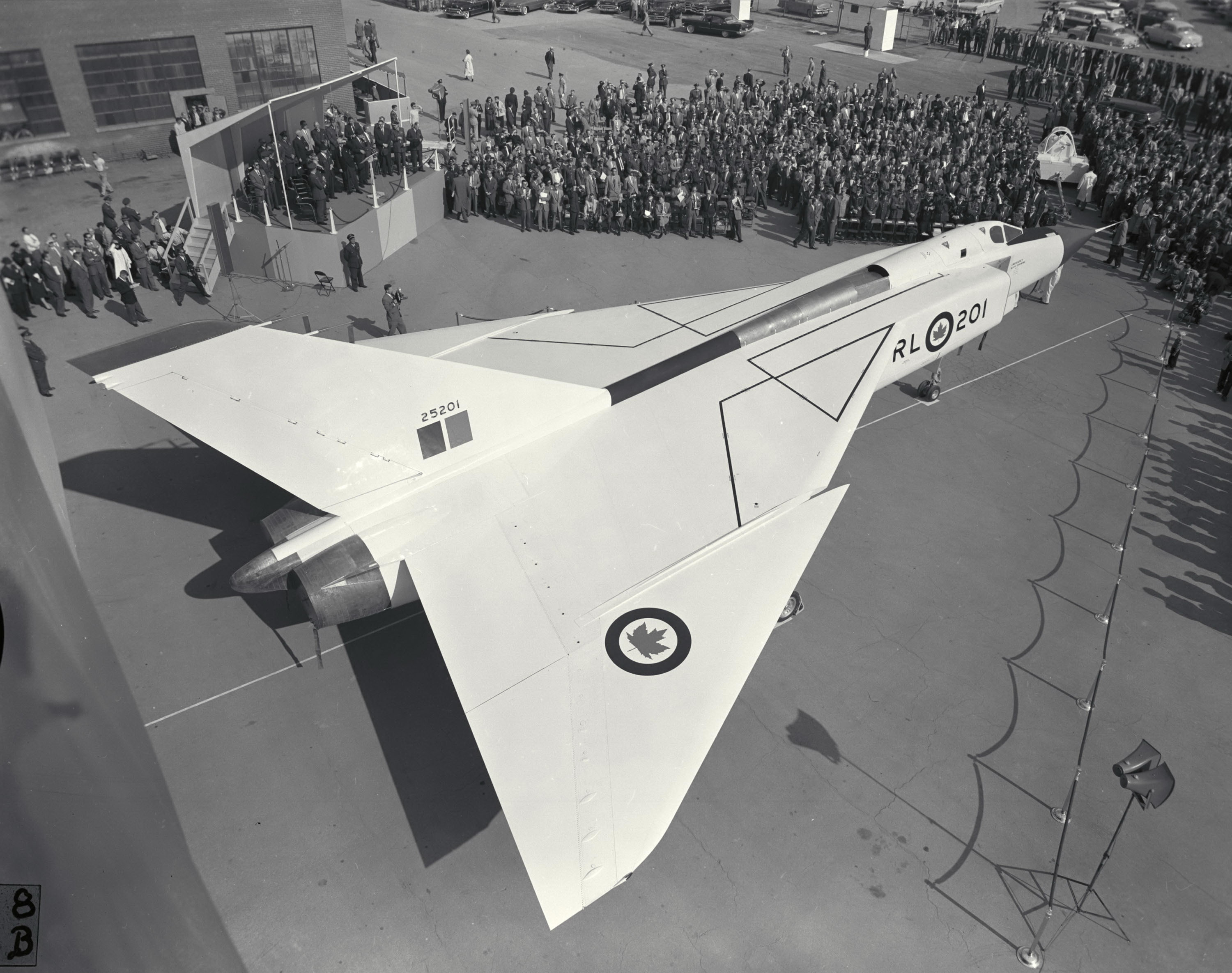
Avro Canada CF-105 Arrow

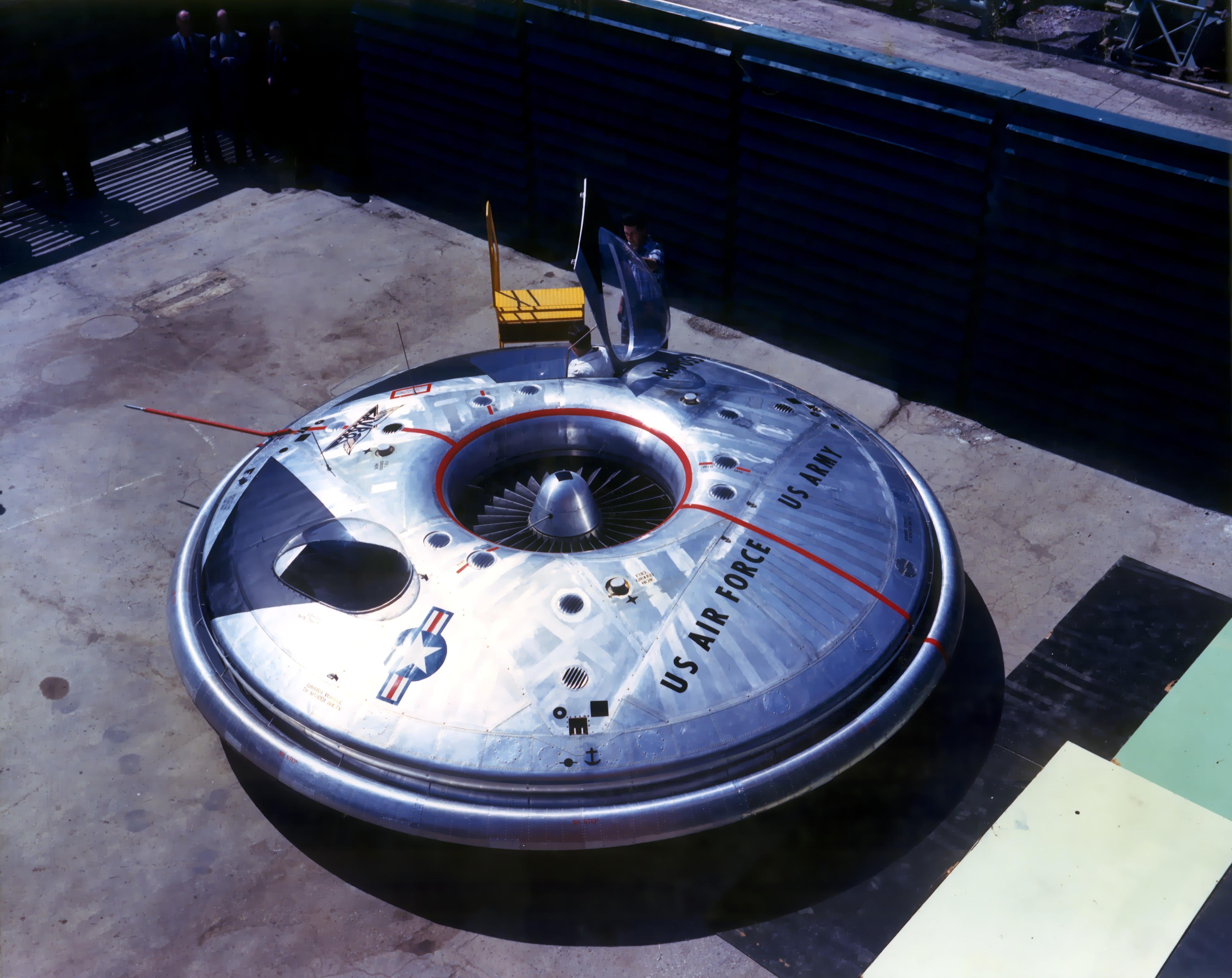
Avro Canada VZ-9-AV Avrocar

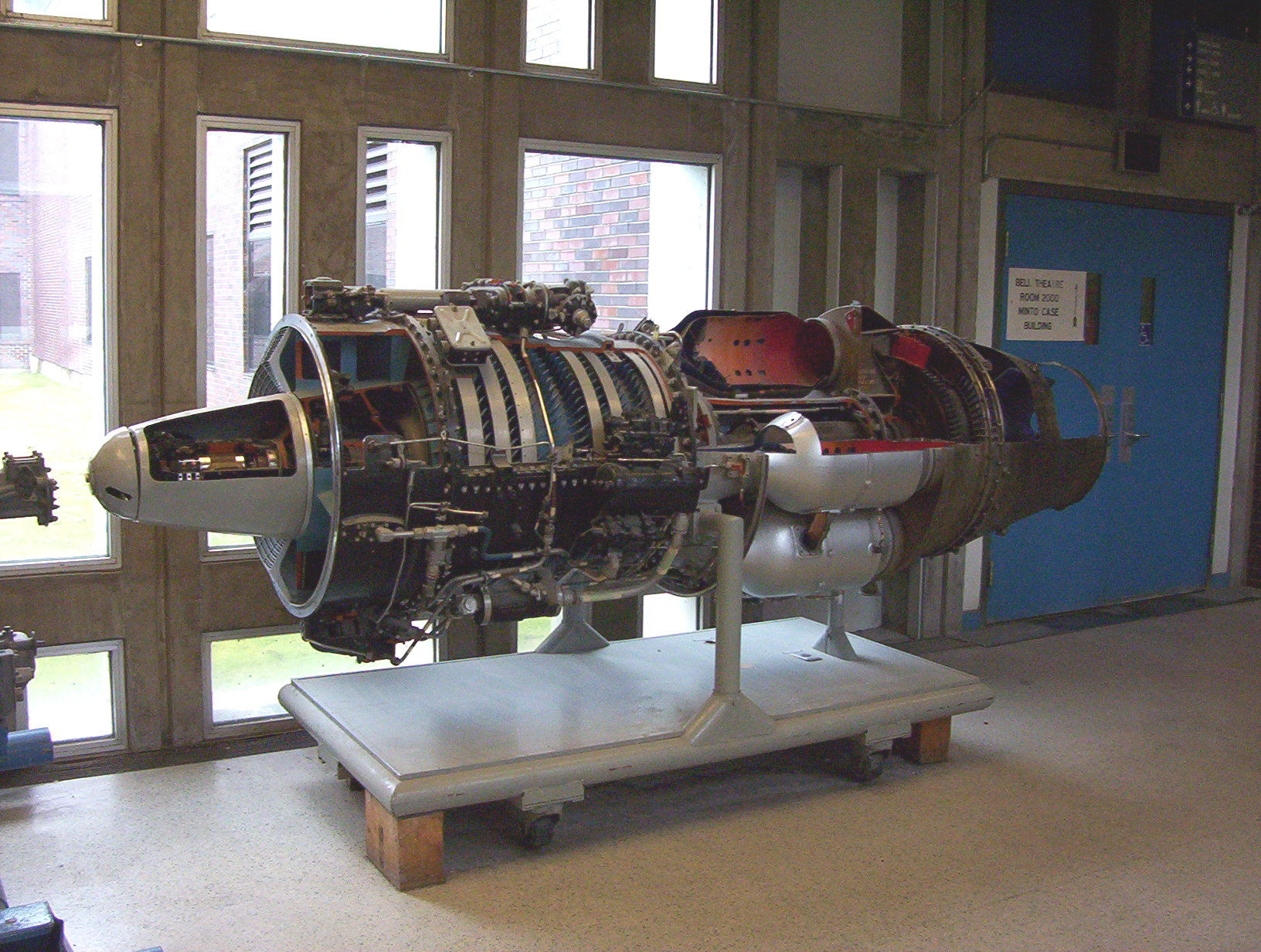
Proudový motor Avro Canada Orenda v částečném řezu. Motor poháněl letouny CF-100.

Společnost Avro Canada byla po dobu třinácti let třetí největší společnost v Kanadě a patřila mezi sto největších společností na světě. Přímo zaměstnávala více než 50 000 lidí. Mezi nejznámější výrobky společnosti patří přepadový stíhač Avro Canada CF-100 Canuck a záchytný nadzvukový stíhací letoun s trojúhelníkovým delta křídlem Avro Canada CF-105 Arrow.

## Letouny
Dvoumístný proudový přepadový stíhač Avro Canada CF-100 Canuck poprvé vzlétl počátkem roku 1950. Původně byl určen pro hlídkování nad rozsáhlým územím severní Kanady, ale sloužil i na základnách NATO v Evropě a používalo ho také belgické vojenské letectvo. Ačkoliv letoun byl navržen jako podzvukový, pilot Janusz Żurakowski s prototypem letounu v roce 1952 při střemhlavém letu překonal rychlost zvuku. Vyrobilo se celkem 692 letounů. Letoun byl vyřazen ze služby až v roce 1981.
Přepadový stíhač Avro Canada CF-103 měl být nástupcem letounu Avro Canada CF-100 Canuck, z něhož byl vyvinut. Model nesplnil očekávání a vývoj letounu byl zastaven.
Dvoumístný letoun diskového tvaru s kolmým startem a přistáním Avro Canada VZ-9-AV Avrocar byl vyvinut v rámci tajného projektu financovaného Američany pro potřeby Armády Spojených států amerických a Letectva Spojených států amerických. Byly vyrobeny pouze dva kusy. Letoun poprvé vzlétl na konci roku 1959, ale vlastnosti nebyly uspokojivé. Američané zastavili financování roku 1961.
Dopravní letoun středního doletu Avro Canada C102 Jetliner byl po letounu de Havilland Comet druhý proudový dopravní letoun na světě. Velký zájem o něj projevil Howard Hughes. Společnost Avro Canada ale zastavila práce na tomto projektu, protože byla tehdy plně vytížena vývojem a výrobou letounů typu Avro Canada CF-100 Canuck. Prototyp letounu Avro Canada C102 Jetliner byl později sešrotován.
Záchytný nadzvukový dvoumotorový proudový stíhací letoun s trojúhelníkovým delta křídlem Avro Canada CF-105 Arrow měl původně nahradit relativně pomalé stroje Avro Canada CF-100 Canuck. První let se uskutečnil na jaře roku 1958. Vlastnosti letounu se ukázaly jako velmi dobré (překonal ve své době několik rekordů). Přesto byl vyroben pouze v počtu pěti kusů. Několik desítek dalších strojů bylo v době ukončení výroby rozestavěno.

## Letecké motory
Dceřiná společnost Orenda Engines se zabývala vývojem a výrobou leteckých motorů. V letech 1953 až 1954 vyvinula proudový motor PS.13 Iroquois pro stíhací letoun Avro Canada CF-105 Arrow. Výroba motoru byla zrušena v únoru 1959 spolu se zastavením výroby letounu. Společnost potom vyráběla v licenci jiné letecké motory.

## Poslední léta
Roku 1959 nová kanadská vláda zastavila financování výroby letounu Avro Canada CF-105 Arrow. Na základě tohoto rozhodnutí muselo být propuštěno cca 50 000 zaměstnanců, protože výroba letounu Avro Canada CF-105 Arrow byla pro společnost stěžejní. Řada zaměstnanců společnosti tehdy přešla do NASA, kde potom pracovali na mnoha projektech, včetně programu Apollo. Jiní se podíleli na projektu Concorde. Společnost Avro Canada existovala ještě do roku 1962.

## Přehled letounů
| Letoun                      | Popis                        | První vzlet | Zavedení                            | Vyrobeno kusů |
| Avro Canada CF-100 Canuck   | stíhací letoun               | 1950        | 1952 (Royal Canadian Air Force)     | 692           |
| Avro Canada C102 Jetliner   | dopravní letoun pro 36 osob  | 1949        | projekt zastaven ve prospěch CF-100 | 1 (prototyp)  |
| Avro Canada CF-103          | stíhací letoun               | –           | projekt zastaven v roce 1951        | pouze model   |
| Avro Canada CF-105 Arrow    | nadzvukový stíhací letoun    | 1958        | výroba zastavena v roce 1959        | 5             |
| Avro Canada VZ-9-AV Avrocar | experimentální letoun (VTOL) | 1959        | proběhlo testy prototypů            | 2 (prototypy) |